# L'home de mitjanit
 L'home de mitjanit  (títol original: The Midnight Man) és un pel·lícula dels Estats Units de Burt Lancaster i Roland Kibbee estrenada el 1974. Ha estat doblada al català.

## Argument
Després de cumplir una pena de presó per l'homicidi de la seva dona, Slade, un antic policia, és contractat com a vigilant nocturn en un campus universitari. Intenta reconstruir la seva vida i Linda, la seva controladora judicial, s'enamora fins i tot d'ell. Però una sèrie d'assassinats es produeixen a la universitat. Slade decideix investigar.

## Repartiment
- Burt Lancaster: Jim Slade
- Susan Clark: Linda Thorpe
- Cameron Mitchell: Quartz
- Morgan Woodward: el Senador Clayborne
- Harris Yulin: Casey
- Robert Quarry: Dr. Pichette
- Joan Lorring: Judy
- Lawrence Dobkin: Mason
- Ed Lauter: Leroy
- Mills Watson: Cash
- Charles Tyner: Ewing
- Catherine Bach: Natalie
- William Lancaster: King
- Quinn K. Redeker: Swanson
- Richard Winterstein: Virgil